# Louis Landi
Pour les articles homonymes, voir Landi.
Louis Landi est un footballeur français, né le 10 janvier 1941 à Alger et mort le 8 juin 1977 à Nîmes. Évoluant au poste de Gardien de but, il fait la majorité de sa carrière au Nîmes Olympique dont il est le gardien emblématique du début des années 1960 au milieu des années 1970.
Son frère Pierre est également un footballeur professionnel.

## Biographie
Louis Landi commence le football au sein de l'AS Saint-Eugène en Algérie au poste de gardien de but, son frère ainé Pierre a également débuté dans ce club. En 1958, il rejoint comme junior le Nîmes Olympique et, il fait ses débuts en équipe première du Nîmes Olympique lors de la huitième journée du championnat 1959-1960 alors qu'il n'a que 18 ans. L'entraîneur Kader Firoud le titularise dans les buts en remplacement d'Alexandre Roszak blessé et les Nîmois s'imposent trois buts à zéro au Havre AC. En fin de saison, le club termine vice-champion de France derrière le Stade de Reims. Après deux saisons comme suppléant de Pierre Bernard, il s'impose comme titulaire lors du championnat 1963-1964. En fin de saison, le club termine douzième avec la troisième défense, et Louis Landi est sélectionné en mai en équipe de France espoirs face à l'Écosse. Surnommé « Luiggi » ou « le gaulois », il connait ensuite des saisons difficiles avec son club qui doit passer par les barrages pour rester en Division 1 en 1965 puis en 1966 et en 1967. Ses bonnes performances comme gardien lui valent cependant d'être appelé en équipe de France par les nouveaux sélectionneurs Jean Snella et José Arribas le 28 septembre 1966. Remplaçant de Georges Carnus, il assiste du bord du terrain à la défaite de la France face à la Hongrie sur le score de quatre buts à deux dans un match disputé au Nepstadion. Après cette expérience avec les « Bleus », Louis Landi rejoint l'équipe de France B. Il dispute le 11 novembre avec ses coéquipiers une rencontre face à la Belgique B perdue un but à zéro puis une autre rencontre, le 27 novembre face à la Hongrie B remportée quatre buts à un.
Relégué en Division 2 après barrages en 1967, le club nîmois finit deuxième du championnat derrière le Sporting Club de Bastia avec la seconde meilleure défense. Louis Landi et ses coéquipiers retrouvent la D1 en terminant deuxième des barrages derrière le RC Strasbourg. Après deux saisons terminées à la 13e puis à la 11e place, il termine avec son club quatrième du championnat en 1971. La saison suivante, le club termine deuxième à cinq points de l'Olympique de Marseille, la défense nîmoise est avec 37 buts concédés la meilleure de France à égalité avec celle de l'OM, Louis Landi ne dispute cependant que sept rencontres lors de cette saison, Gérard Martinelli lui étant préféré dans les buts. En début de saison suivante, il redevient titulaire et remporte avec ses coéquipiers la Coupe des Alpes en battant les Girondins de Bordeaux sur le score de sept buts à deux. Éliminés au premier tour de la coupe UEFA par le Grasshopper Club Zurich, les Nîmois terminent à la septième place en championnat. En Coupe de France, Louis Landi et son club atteignent la demi-finale de la compétition où ils sont battus par le FC Nantes, trois buts à zéro sur les deux matchs. Il est élu en décembre 1972 joueur le plus fidèle par le magazine France Football. Neuvième en 1974 puis quatrième en 1975, il quitte le club sur une onzième place en championnat.
En 1976, Louis Landi décide de relever le défi du Montpellier Paillade SC, qui évolue alors en Division 3. En Coupe de France, les Montpelliérains éliminent en 32e de finale, le tenant du titre, l'Olympique de Marseille, deux buts à un et Louis Landi, réussit une série d'arrêts décisifs. 
Il est victime, le 5 juin 1977, d'un accident de la route et meurt trois jours plus tard des suites de ses blessures. Une rue de Nîmes porte son nom.

## Palmarès
Louis Landi dispute 371 rencontres de division 1 avec le Nîmes Olympique dont 150 de suite. Il est le deuxième joueur le plus capé du club derrière André Kabile. Il est avec les Nîmois vice-champion de France en 1960 et 1972 ainsi que vice-champion de France de deuxième division en 1968. En 1972, il remporte également avec le club nîmois la Coupe des Alpes.
Il compte une sélection en équipe de France espoirs obtenue en 1964 et deux en équipe de France B en 1966. Il est également international militaire.

## Style de jeu
Louis Landi est un gardien très souple, possédant une bonne vision du jeu et faisant preuve de témérité dans ses sorties. Véritable gardien volant, il connaît de nombreuses blessures durant sa carrière. Lors de la saison 1972-1973, il termine ainsi un match contre l'OM avec une fracture de l'épaule.

## Statistiques
Le tableau ci-dessous résume les statistiques en match officiel de Louis Landi durant sa carrière de joueur,.
| Saison                | Club                  | Championnat           | Championnat | Championnat | Coupe(s) nationale(s) | Coupe(s) nationale(s) | Compétition(s) continentale(s) | Compétition(s) continentale(s) | Compétition(s) continentale(s) | Barrages d'accession | Barrages d'accession | Sélection      | Sélection | Sélection | Total | Total |
| Saison                | Club                  | Division              | M.          | B.          | M.                    | B.                    | Comp.                          | M.                             | B.                             | M.                   | B.                   | Équipe         | M.        | B.        | M.    | B.    |
| 1959-1960             | Nîmes Olympique       | Division 1            | 1           | 0           | 2                     | 0                     | -                              | -                              | -                              | -                    | -                    | -              | -         | -         | 3     | 0     |
| 1960-1961             | Nîmes Olympique       | Division 1            | -           | -           | -                     | -                     | -                              | -                              | -                              | -                    | -                    | -              | -         | -         | 0     | 0     |
| 1961-1962             | Nîmes Olympique       | Division 1            | -           | -           | 1                     | 0                     | -                              | -                              | -                              | -                    | -                    | -              | -         | -         | 1     | 0     |
| 1962-1963             | Nîmes Olympique       | Division 1            | 12          | 0           | -                     | -                     | -                              | -                              | -                              | -                    | -                    | -              | -         | -         | 12    | 0     |
| 1963-1964             | Nîmes Olympique       | Division 1            | 31          | 0           | 3                     | 0                     | -                              | -                              | -                              | -                    | -                    | France espoirs | 1         | 0         | 35    | 0     |
| 1964-1965             | Nîmes Olympique       | Division 1            | 34          | 0           | 3                     | 0                     | -                              | -                              | -                              | 4                    | 0                    | -              | -         | -         | 41    | 0     |
| 1965-1966             | Nîmes Olympique       | Division 1            | 38          | 0           | 3                     | 0                     | -                              | -                              | -                              | 4                    | 0                    | -              | -         | -         | 45    | 0     |
| 1966-1967             | Nîmes Olympique       | Division 1            | 38          | 0           | 1                     | 0                     | -                              | -                              | -                              | 4                    | 0                    | France B       | 2         | 0         | 45    | 0     |
| 1967-1968             | Nîmes Olympique       | Division 2            | 33          | 0           | 2                     | 0                     | -                              | -                              | -                              | 4                    | 0                    | -              | -         | -         | 39    | 0     |
| 1968-1969             | Nîmes Olympique       | Division 1            | 33          | 0           | 3                     | 0                     | -                              | -                              | -                              | -                    | -                    | -              | -         | -         | 36    | 0     |
| 1969-1970             | Nîmes Olympique       | Division 1            | 25          | 0           | -                     | -                     | -                              | -                              | -                              | -                    | -                    | -              | -         | -         | 25    | 0     |
| 1970-1971             | Nîmes Olympique       | Division 1            | 29          | 0           | 1                     | 0                     | -                              | -                              | -                              | -                    | -                    | -              | -         | -         | 30    | 0     |
| 1971-1972             | Nîmes Olympique       | Division 1            | 7           | 0           | 1                     | 0                     | -                              | -                              | -                              | -                    | -                    | -              | -         | -         | 8     | 0     |
| 1972-1973             | Nîmes Olympique       | Division 1            | 33          | 0           | 8                     | 0                     | C2                             | 2                              | 0                              | -                    | -                    | -              | -         | -         | 43    | 0     |
| 1973-1974             | Nîmes Olympique       | Division 1            | 31          | 0           | 3                     | 0                     | -                              | -                              | -                              | -                    | -                    | -              | -         | -         | 34    | 0     |
| 1974-1975             | Nîmes Olympique       | Division 1            | 28          | 0           | 1                     | 0                     | -                              | -                              | -                              | -                    | -                    | -              | -         | -         | 29    | 0     |
| 1975-1976             | Nîmes Olympique       | Division 1            | 31          | 0           | 2                     | 0                     | -                              | -                              | -                              | -                    | -                    | -              | -         | -         | 33    | 0     |
| 1976-1977             | Montpellier PSC       | Division 3            | 20          | 0           | 3                     | 0                     | -                              | -                              | -                              | -                    | -                    | -              | -         | -         | 23    | 0     |
| Total sur la carrière | Total sur la carrière | Total sur la carrière | 424         | 0           | 56                    | 0                     | -                              | 2                              | 0                              | 16                   | 0                    | -              | 3         | 0         | 501   | 0     |